# إدوارد لاوري نورتون
إدوارد لاوري نورتون (بالإنجليزية: Edward Lawry Norton)‏ (28 يوليو 1898، روكلاند – 28 يناير 1983، نيو جيرسي) هو مهندس وعالم شهير، عمل في مختبرات بيل، وهو صاحب مبرهنة نورتون في هندسة تحليل الدوائر الكهربية. التحق بجامعة ماين لمدة عامين قبل أن ينتقل إلى M. I. T. وحصل بكالوريوس في الهندسة الكهربائية سنة 1922، وحصل على الماجستير من جامعة كولومبيا سنة 1925.

## وصلات خارجية
- Origins of the Equivalent Circuit Concept by Don H. Johnson Includes photos and biographical sketches of Norton and other inventors of the "equivalent circuit" concept.